# Tjerk Smeets
Tjerk Marten (Tjerk) Smeets (Amsterdam, 3 juni 1980) is een Nederlands voormalig honkballer.
In 2006 werd Smeets uitgeroepen tot Meest Waardevolle Speler in de Nederlandse honkbalcompetitie. Met zijn vereniging werd hij in 2007 Nederlands kampioen en tevens in Rimini in datzelfde jaar Europees kampioen. In 2007 maakte Smeets deel uit van het Nederlands team dat in Barcelona de Europese titel voor landenteams won waarmee het de kwalificatie voor de Olympische Spelen behaalde. In 2008 won Smeets met Kinheim de Europacup en sloeg in de finale het beslissende punt binnen.
Smeets speelde tot het eind van het seizoen 2010 als achtervanger voor het eersteherenhonkbalteam van de Haarlemse vereniging Corendon Kinheim. Na de (verloren) vierde wedstrijd in de play-offs tegen L&D Amsterdam besloot hij een punt te zetten achter zijn spelersloopbaan. In het seizoen 2011 werd hij hoofdcoach van RCH-Pinguïns.
Tot en met 2008 maakte Smeets als een van de vaste achtervangers deel uit van het Nederlands honkbalteam. Sinds de Haarlemse Honkbalweek van 2010 was hij niet langer actief als speler, maar fungeerde als bullpen-coach.
Vanaf 10 juli 2013 was Smeets teammanager bij het eerste elftal AFC Ajax. Per 1 februari 2018 werd hij bij de Koninklijke Nederlandse Baseball en Softball Bond aangesteld als technisch directeur.
Tot 2018 was Smeets ook een aantal jaren speler van het Amsterdamse Mokum Hawks (derde team van Pirates).

## Privé
Smeets is een zoon van de sportjournalist en oud-basketballer Mart Smeets en een broer van de softbalster Nynke Smeets.

## Voetnoten
1. ↑  De Nederlandse Honkbalsite 30-09-2010. Smeets nieuwe hoofdcoach RCH-Pinguïns
2. ↑  Teammanager Smeets verruilt Ajax voor technische rol bij honkbalbond, Algemeen Dagblad, 22 december 2017

Sharnol Adriana · 
David Bergman · 
Leon Boyd · 
Yurendell de Caster · 
Rob Cordemans · 
Dave Draijer · 
Michael Duursma · 
Bryan Engelhardt · 
Percy Isenia · 
Sidney de Jong · 
Michiel van Kampen · 
Eugene Kingsale · 
Dirk van 't Klooster · 
Roel Koolen · 
Raily Legito · 
Diego Markwell · 
Shairon Martis · 
Martijn Meeuwis · 
Danny Rombley · 
Jeroen Sluijter · 
Tjerk Smeets · 
Alexander Smit · 
Juan Carlos Sulbaran · 
Pim Walsma